# La Salle (Kolorado)
La Salle – miasto w Stanach Zjednoczonych, w stanie Kolorado, w hrabstwie Weld.